# Marie Laveau's House of Voodoo
Marie Laveau's House of Voodoo è un negozio e museo aperto ai turisti, localizzato nello storico Quartiere francese di New Orleans, nella famosa via Bourbon Street. È la storica casa in cui "regina del vudù", Marie Laveau, viveva con i suoi figli.

## Descrizione
All'interno del negozio si possono trovare molti oggetti relativi alla magia, oltre a un altare Voodoo e oggetti e libri spirituali da tutto il mondo, in vendita. In una stanza sul retro si tengono letture spirituali, incantesimi e letture di carte dei Tarocchi.